# Sylvio Kroll
Sylvio Kroll (Lübben, 29 aprile 1965) è un ex ginnasta tedesco.

## Palmarès
Le medaglie elencate sono state conquistate in rappresentanza della Germania Est, eccetto dove annotato.

### Olimpiadi
- 2 medaglie:
  - 2 argenti (Seul 1988 nel concorso a squadre; Seul 1988 nel volteggio)

### Mondiali
- 9 medaglie:
  - 2 ori (Montréal 1985 nelle parallele; Rotterdam 1987 nel volteggio)
  - 3 argenti (Montréal 1985 nella sbarra; Stoccarda 1989 nel concorso a squadre; Stoccarda 1989 nel volteggio)
  - 4 bronzi (Montréal 1985 nel concorso a squadre; Montréal 1985 nell'All-around; Rotterdam 1987 nel concorso a squadre; Indianapolis 1991[1] nel concorso a squadre)